# Chkdsk
CHKDSK (скорочено від check disk — перевірка диска) — стандартна утиліта в операційних системах DOS і Microsoft Windows, що перевіряє жорсткий диск або дискету на помилки файлової системи (наприклад, один і той же сектор відмічений приналежним одночасно двом файлам). CHKDSK також може виправляти знайдені помилки файлової системи.
Під Windows NT, Windows 2000 і Windows XP, CHKDSK також може перевіряти поверхню жорсткого диска на наявність фізично зіпсованих секторів (bad sectors). Знайдені сектори відмічаються як зіпсовані, і система більше не намагається читати з цих секторів, або писати на них. Раніше цю задачу виконував ScanDisk.
В системі UNIX аналогічна команда називається fsck.
За замовченням, CHKDSK не виправляє помилки і не перевіряє поверхню диска на наявність зіпсованих секторів. Для виправлення помилок необхідно поставити параметр /F. Для пошуку зіпсованих секторів (поряд з помилками файлової системи) необхідно задати параметр /R. Диск, що слід перевірити, задається літерою з двокрапкою. Таким чином, наприклад, команда перевірки та виправлення помилок на диску D матиме такий вигляд: chkdsk d: /f
Якщо використовувати параметри /R або /F, CHKDSK потребує монопольного доступу до диску на читання. Тому якщо на диску є відкриті файли (наприклад, якщо це завантажувальний диск), CHKDSK не може почати роботу одразу. Замість цього, програма виконуватиметься при наступному перезапуску ОС. Виконання перевірки може займати кілька хвилин.